# Halcyoninae
Los halciónidos (Halcyoninae) son una subfamilia de aves coraciiformes que incluye a los martines cazadores, cucaburras y alciones, y es la más numerosa de las tres subfamilias de Alcedinidae. Existen alrededor de 70 especies y unos 12 géneros dentro de Halcyoninae. Al parecer la subfamilia surgió en Indochina y las islas de la Sonda y desde allí se extendió a otras partes del mundo. Los halciónidos están ampliamente distribuidos por Asia y Australasia, pero también están presentes en África y las islas de los océanos Pacífico e Índico, aprovechando gran variedad de hábitats desde la selva tropical hasta las arboledas abiertas.
Los halciónidos suelen ser aves compactas con cabezas grandes y colas cortas. Como otros Coraciiformes suelen tener coloraciones llamativas. La mayoría son monógamos y territoriales, anidan en los huecos de los árboles o los termiteros. Ambos progenitores incuban los huevos y alimentan a los polluelos. Aunque algunos alciónidos frecuentan los humedales, ninguno de ellos es un pescador especializado. La mayoría caza al acecho, lanzándose a sus presas desde sus atalayas. Se alimentan principalmente de invertebrados lentos o de pequeños vertebrados.

## Taxonomía
La familia Halcyonidae es una de las nueve familias pertenecientes al orden Coraciiformes, y una de las tres del suborden Alcedines. En el pasado todos los martines pescadores y afines se situaban dentro de Alcedinidae, pero ha quedado claro que los tres grupos divergieron tempranamente, y Halcyonidae y Cerylidae generalmente se tratan actualmente como familias, en lugar de como subfamilias, siendo Alcedinidae una ramificación basal.
Existen entre 56 y 61 especies, según las distintas clasificaciones, distribuidas en 12 géneros. Las especies de esta familia se conocen bastante bien, la imprecisión en el recuento de especies refleja las polémicas en la taxonomía de esta familia más que cualquier carencia de datos sobre las aves en sí. La siguiente distribución de géneros parece estar apoyada por los análisis genéticos, aunque la relación de muchos de los géneros con los demás todavía no está totalmente establecida.

### Lista de especies en orden taxonómico
Género Lacedo

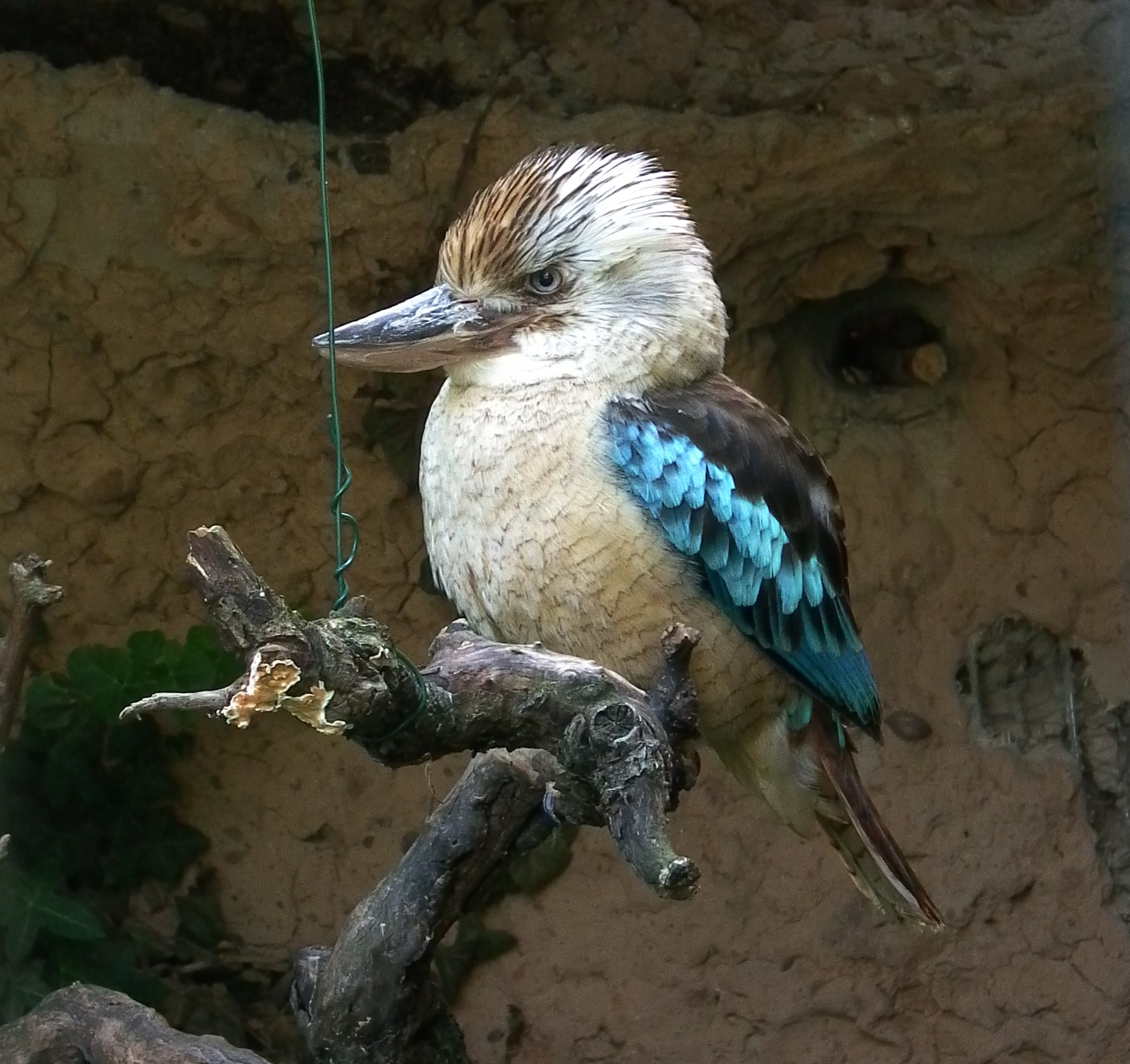
Cucaburra aliazul.

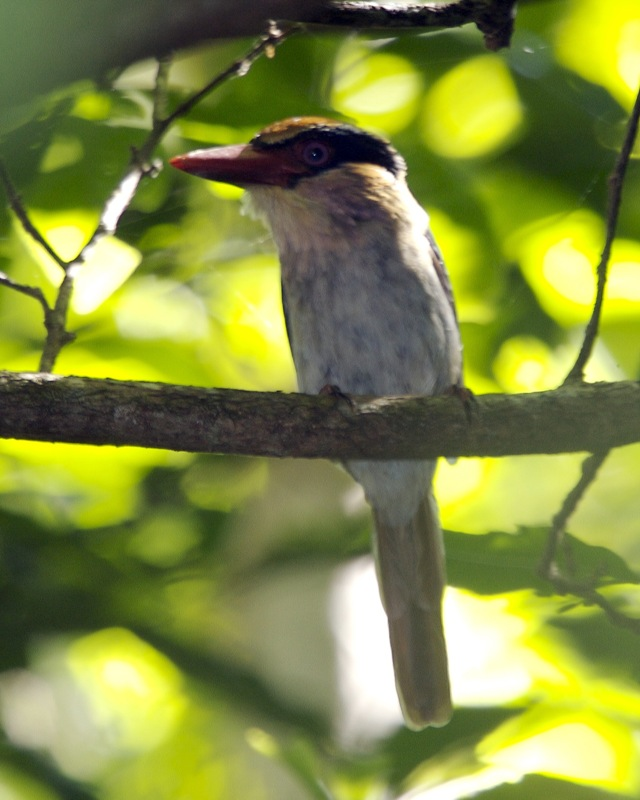
Martín cazador de Célebes.

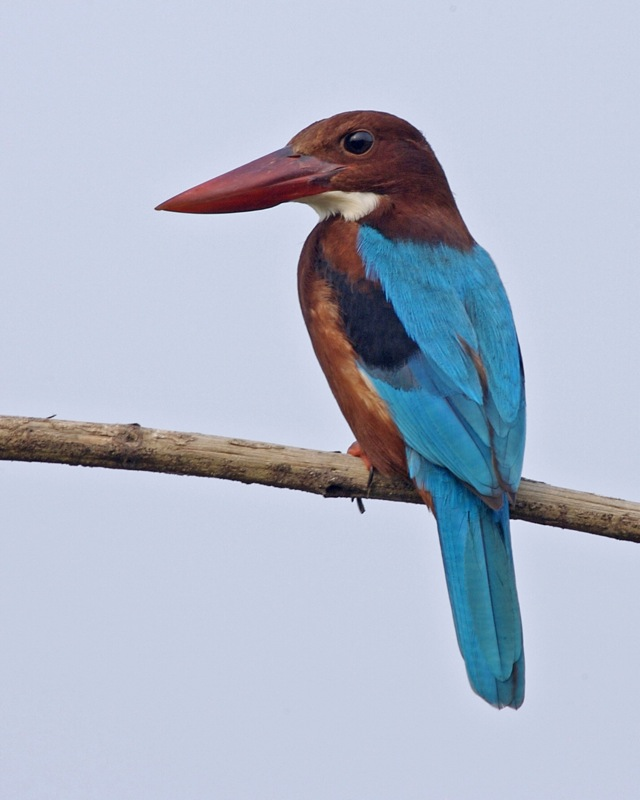
Alción de Esmirna.

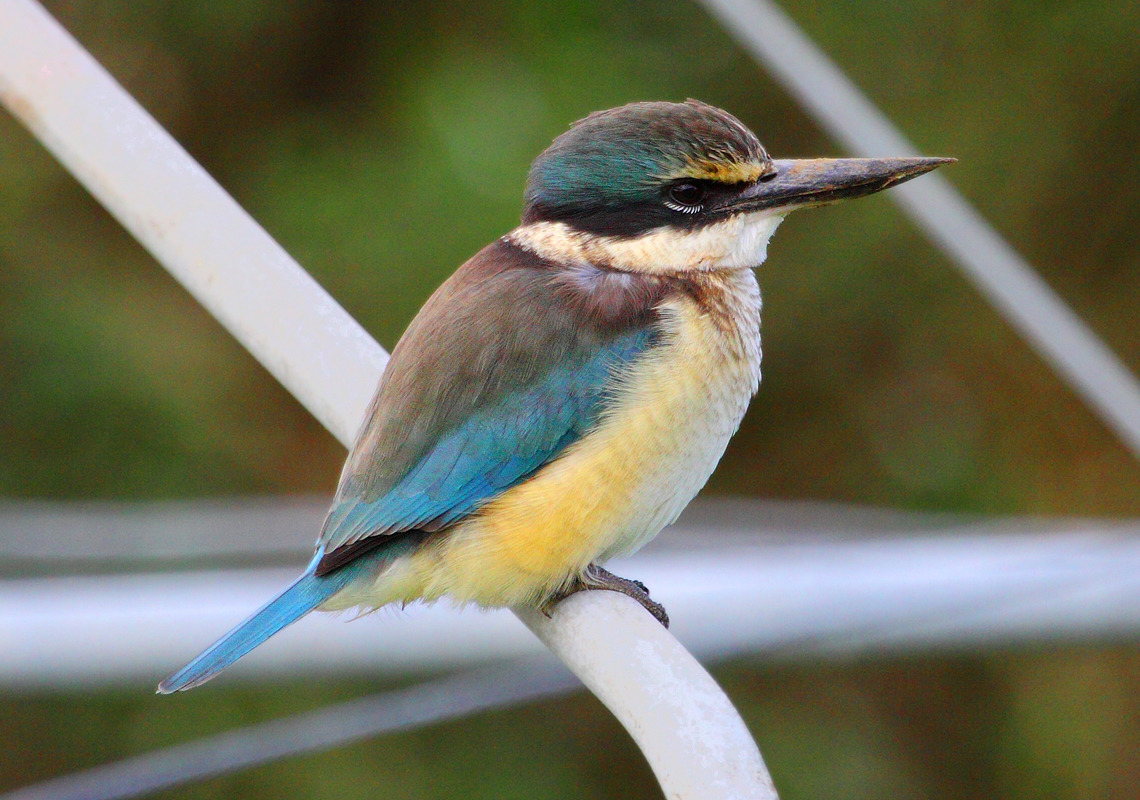
Alción sagrado.

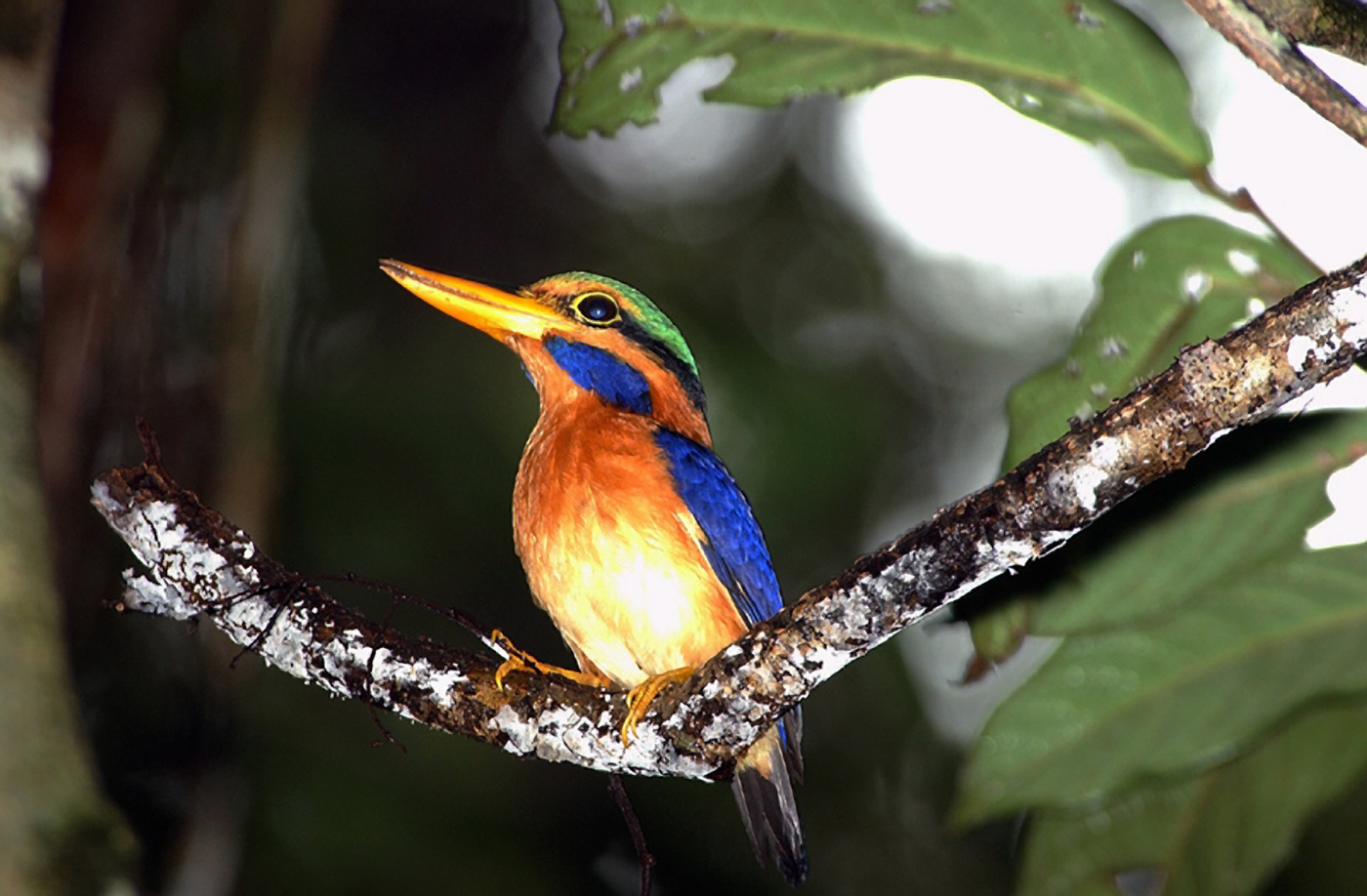
Alción malayo.

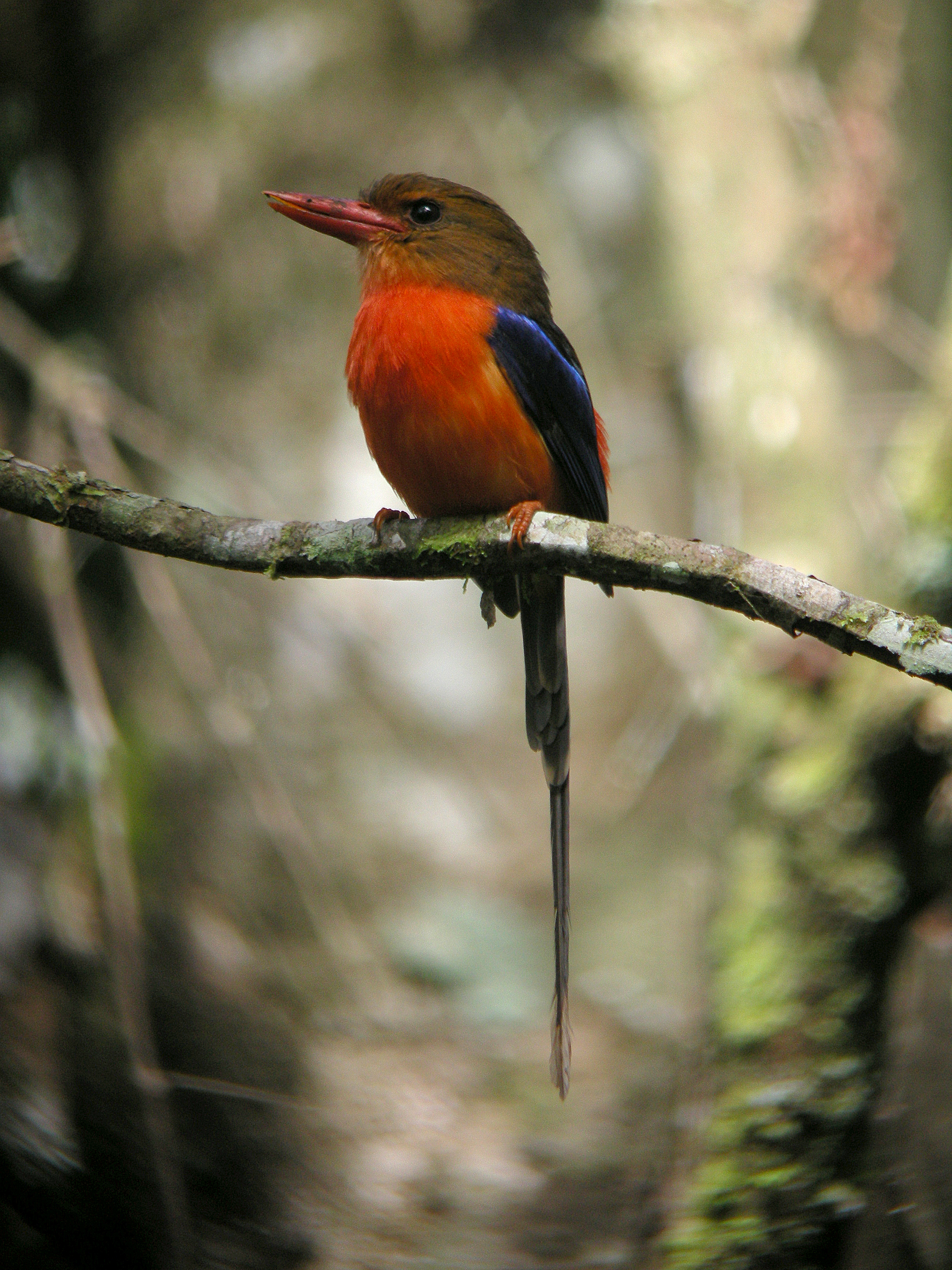
Alción colilargo dánae.

- Lacedo pulchella - martín cazador chico;

Género Dacelo, cucaburras
- Dacelo novaeguineae - cucaburra común;
- Dacelo leachii - cucaburra aliazul;
- Dacelo tyro - cucaburra escamosa;
- Dacelo gaudichaud - cucaburra ventrirrufa;

Género Clytoceyx
- Clytoceyx rex - martín cazador picopala;

Género Cittura
- Cittura cyanotis - martín cazador de Célebes;

Género Pelargopsis
- Pelargopsis amauroptera - alción alipardo;
- Pelargopsis capensis - alción picocigüeña;
- Pelargopsis melanorhyncha - alción piquinegro;

Género Halcyon
- Halcyon coromanda - alción rojizo;
- Halcyon badia - alción castaño;
- Halcyon smyrnensis - alción de Esmirna;
- Halcyon leucocephala - alción cabeciblanco;
- Halcyon pileata - alción capirotado;
- Halcyon cyanoventris - alción de Java;
- Halcyon senegalensis - alción senegalés;
- Halcyon senegaloides - alción de manglar;
- Halcyon malimbica - alción pechiazul;
- Halcyon albiventris - alción cabecipardo;
- Halcyon chelicuti - alción estriado;

Género Todiramphus
- Todiramphus nigrocyaneus - alción oscuro;
- Todiramphus winchelli - alción cuellirrojo;
- Todiramphus diops - alción moluqueño;
- Todiramphus lazuli - alción lapislázuli;
- Todiramphus macleayii - alción de Macleay;
- Todiramphus albonotatus - alción dorsiblanco;
- Todiramphus leucopygius - alción ultramar;
- Todiramphus farquhari - alción ventrirrufo;
- Todiramphus pyrrhopygius - alción culirrojo;
- Todiramphus recurvirostris - alción de pico grueso;
- Todiramphus cinnamominus - alción micronesio;
- Todiramphus chloris - alción acollarado;
- Todiramphus funebris - alción sombrío;
- Todiramphus enigma - alción de las Talaud;
- Todiramphus saurophaga - alción lagartijero;
- Todiramphus australasia - alción de la Sonda;
- Todiramphus sanctus - alción sagrado;
- Todiramphus veneratus - alción venerado;
- Todiramphus ruficollaris - alción de Mangaia;
- Todiramphus tutus - alción respetado;
- Todiramphus godeffroyi - alción de las Marquesas;
- Todiramphus gambieri - alción de la Niau;

Género Caridonax
- Caridonax fulgidus - alción culiblanco;

Género Melidora
- Melidora macrorrhina - martín cazador ganchudo;

Género Actenoides
- Actenoides bougainvillei - alción bigotudo;
- Actenoides concretus - alción malayo;
- Actenoides lindsayi - alción moteado;
- Actenoides hombroni - alción de Mindanao;
- Actenoides monachus - alción monje;
- Actenoides princeps - alción real;

Género Syma
- Syma torotoro - alción torotoro;
- Syma megarhyncha - alción montano;

Género Tanysiptera, alciones colilargos
- Tanysiptera galatea - alción colilargo común;
- Tanysiptera ellioti - alción colilargo de la Kofiau;
- Tanysiptera riedelii - alción colilargo de la Biak;
- Tanysiptera carolinae - alción colilargo de la Numfor;
- Tanysiptera hydrocharis - alción colilargo de las Aru;
- Tanysiptera nympha - alción colilargo ninfa;
- Tanysiptera danae - alción colilargo dánae;
- Tanysiptera sylvia - alción colilargo silvia;

## Descripción
Los halciónidos son aves compactas de cabeza grande y largos picos puntiagudos, y suelen tener la cola corta. Como otras Coraciiformes tienen colores brillantes. Son especies de tamaño medio y grande, la mayoría de ellas con el aspecto típico de los alcedínidos, aunque el martín cazador picopala tiene un ancho pico cónico, y los miembros del género Tanysiptera tienen largas colas en forma de cinta. Algunas especies, en especial los cucaburras presentan dimorfismo sexual.

## Distribución y hábitat
La mayoría de los halciónidos se encuentran en climas cálidos de África, el sur y sureste de Asia y Australasia. No se encuentra ningún miembro de la familia en América, y solo el alción de Esmirna aparece esporádicamente como divagante en el este de Europa. Se cree que esta familia tiene su origen en la Australasia tropical, donde todavía están la mayoría de las especies.
Los halciónidos utilizan un gran abanico de hábitats desde la selva tropical a los arboledas abiertas y las zonas de espinos. Muchas de las especies no están ligadas directamente al agua, y pueden encontrarse en zonas áridas de Australia y África.

## Comportamiento

### Reproducción
Los halciónidos son monógamos y territoriales, aunque algunas especies además practican la cría cooperativa con la ayuda de juveniles de nidadas anteriores. Muchos construyen su nido en cavidades de los árboles, tanto naturales como nidos abandonados de pájaros carpinteros o excavados por ellos mismos en troncos podridos. Otras especies cavan madrigueras en taludes arenosos o termiteros. No añaden ningún material adicional que acondicione la cavidad, aunque se pueden acumular desperdicios de años anteriores. Ambos progenitores incuban los huevos y alimentan a los polluelos. Ponen los huevos en intervalos de un día de forma que haya diferencia de desarrollo entre los polluelos, y si el alimento escasea solo los más grandes y fuertes reciben el alimento necesario. Los polluelos eclosionan desnudos, ciegos e indefensos, y a diferencia de los adultos se apoyan en los talones.

### Alimentación
Aunque algunos halciónidos, como el alción capirotado, frecuentan los humedales, ninguno de ellos es un pescador especialista. La mayoría de las especies cazan al acecho inmóviles desde un posadero para caer en picado contra sus presas. Cazan principalmente invertebrados y pequeños vertebrados. Algunos tienen dietas algo diferentes como el alción picopala que cava entre la hojarasca en busca de lombrices y otras presas, o el alción ventrirrufo que se alimenta exclusivamente de insectos y arañas. Varias especies de Pacífico occidental son principalmente insectívoras y cazan sus presas al vuelo. Como en otras familias de alcedines las especies insectívoras tienden a tener picos rojos y aplanados que les ayuda a capturar los insectos.